# Israel Aerospace Industries

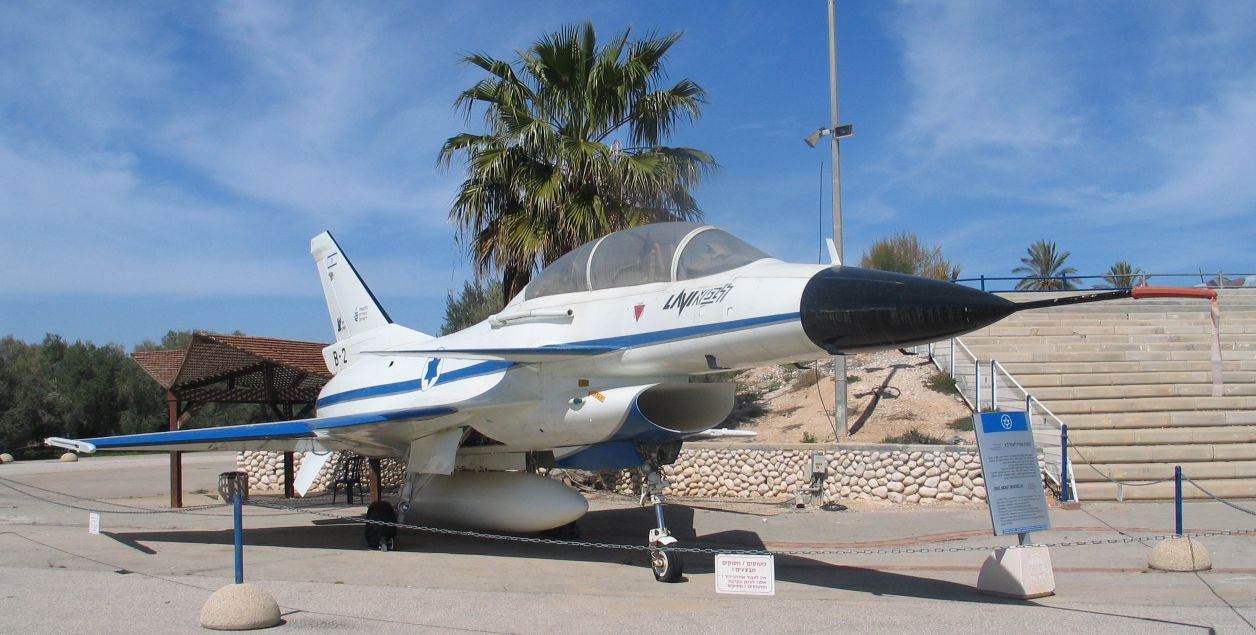
Винищувач I.A.I. Lavi

Israel Aerospace Industries (IAI, івр. התעשייה האווירית לישראל, Га-Таасія га-авіріт ле-Ісраель, «Авіаційна промисловість Ізраїлю») — ізраїльський концерн, головний офіс фактично знаходиться в аеропорту «Бен Ґуріон» в районі «великого Тель-Авіву». Концерн є відомою фірмою ізраїльського ВПК. Компанія створена в 1953 році. Виробництво авіатехніки і авіоніки, випуск приладів і обладнання для космічних супутників, зв'язку та розвідки. Один з провідних розробників світу, серед виробників безпілотних літальних апаратів (БПЛА), деякі з них не мають аналогів у світовій практиці авіабудування, що випускалися і випускаються.

## Продукція концерну
- IAI E-HUNTER — тактичний розвідувальний БПЛА
- IAI HARPY — протирадіолокаційний БПЛА
- IAI RANGER — тактичний розвідувальний БПЛА
- IAI Scout — тактичний розвідувальний БПЛА
- IAI SEARCHER — тактичний розвідувальний БПЛА
- IAI SEARCHER II — тактичний розвідувальний БПЛА
- IAI, RUAG, Oerlikon ADS 95 RANGER — розвідувальний БПЛА
- IAI Heron — стратегічний розвідувальний БПЛА

Компанія активно займається модернізацією авіатехніки у всьому світі. Випускалися літаки: Винищувач Nesher («Орел») IAI Nesher, Кфір IAI Kfir — всепогодний багатоцільовий винищувач.
- RQ-5 Hunter — тактичний розвідувальний БПЛА
- IAI Ейтан — важкий розвідувальний і ударний БПЛА

## Ліцензії та сертифікати
Підрозділ IAI «Bedek Aviation» (іврит: בדק מטוסים) успішно конкурує з фірмою «Боїнг» в конверсії пасажирських літаків у вантажні. Підрозділ «Бедек» має сертифікат схвалення типу на літаки Боїнг 737—300, 767—200, 747—200/-400. Незабаром компанія повинна отримати подібний сертифікат Би-737-400.